# Cis graecus
Cis graecus es una especie de coleóptero de la familia Ciidae.

## Distribución geográfica
Habita en Grecia.